# 小池龍之介
小池 龍之介（こいけ りゅうのすけ、1978年（昭和53年）12月15日 - ）は、日本の元浄土真宗僧侶。対外的には浄土真宗本願寺派寺院の副住職として活動し檀家から布施を受け取る一方、ヴィパッサナー瞑想などに傾倒していたこと等が宗派から問題視されて僧籍を剥奪され、のちに単立寺院沙光山正現寺住職を名乗った。

## 人物
大阪府生まれ。山口市立川西中学校・山口県立山口高等学校を経て、東京大学教養学部卒業。大学ではドイツ地域文化研究分科で西洋哲学を専攻。
その後、浄土真宗本願寺派教師課程で教師資格を取得。僧侶派遣アルバイトなどを経て、実父・小池法雄が住職を務める山口市の浄土真宗本願寺派正現寺副住職を務めていた。2010年（平成22年）に父の後任の住職に就職するため、住職申請を行ったが、本願寺派の教義に反した活動・出版をしたとして、不許可処分を受ける。そこで、宗派離脱の通知を行ったところ、2011年（平成23年）1月7日付で、月読寺の運営が、宗教法人浄土真宗本願寺派僧侶規程（宗則第9号）第12条の2に当たるとされ、破門処分を受け僧籍削除となる。同年、山口県知事から単立宗教法人化の規則変更の認証を受け宗派離脱した正現寺の第22代住職並びに同寺を運営する宗教法人の代表役員に就任。
2003年（平成15年）にウェブサイト『家出空間』および寺院とカフェを融合させた『iede cafe』を立ち上げる。現在では一般向けの坐禅指導のほか、執筆活動も積極的に展開している。
自身でお経を唱えず、葬儀・法要にかかわらない異色の僧侶とコメントしている。ただし、住職を務める正現寺での、葬儀・年忌法要では、浄土三部経や般若心経を用いる。
2018年秋頃から「数年後に解脱する」「解脱寸前」と公言する様になり、寺を出て路上生活をしながらの瞑想修行を志すが、2019年3月に挫折、「修行者が陥りがちな魔境の状態になり、もうすぐ解脱出来るという妄想に支配されていた」と懺悔の弁を述べた。今後は還俗し、瞑想指導者としての立場も離れることを表明した。その後、YouTubeの公式チャンネルにて坐禅セッションを再開すると公表。

## 経歴
- 大阪府の中学校教諭の家に生まれる。11歳の時、父が寺の住職として働くことになった山口県山口市に転居。留年を経て東京大学教養学部地域文化研究学科ドイツ地域文化研究分科を卒業し、卒業後は寺院に勤務。
- 東大時代、学生結婚をしていたが離婚。
- 著書『坊主失格』において、奇行癖、複数の女性との同時交際、妻や母親への暴力、恋人の自殺未遂を告白している[7]。
- 大学在学中に、乱れた生活を咎める父から勧められマハーシ・サヤドウ長老派の瞑想を開始。
- 2007年（平成19年）から2008年にかけて約1年半、坐禅・瞑想の修行を各地（東京、山口、タイ、京都）にて行う。
- 20世紀のビルマで生まれた南伝仏教に由来する観察（ヴィパッサナ）、集中（サマタ）の瞑想の指導を行う。
- 2011年（平成23年）、父の後を継ぎ浄土真宗正現寺第22代住職に就任。被包括関係を廃止した宗教法人の代表役員に就き、浄土真宗本願寺派僧籍除籍。
- 2017年（平成29年）、正現寺住職を退任。[8]

## 著書

### 単著
- 『「自分」から自由になる沈黙入門』 幻冬舎、2008年。ISBN 978-4-344-01478-7。
- 『偽善入門 浮世をサバイバルする善悪マニュアル』 サンガ、2008年。ISBN 978-4-901679-91-6。のち小学館文庫。
- 『煩悩（ストレス）フリーの働き方。』 ベストセラーズ、2008年。ISBN 978-4-584-13120-6。のち角川文庫。
- 『煩悩リセット稽古帖』 ディスカヴァー・トゥエンティワン、2009年。ISBN 978-4-88759-682-5。
- 『「自分」を浄化する坐禅入門』 PHP研究所、2009年。ISBN 978-4-569-70550-7。のち文庫。
- 『恋愛と結婚の呪縛をとくお稽古帖』 主婦と生活社、2009年。ISBN 978-4-391-13724-8。
- 『読むうちに悩みが空っぽになる「人生相談」』 三笠書房〈王様文庫〉、2009年。ISBN 978-4-8379-6507-7。
- 『仏教対人心理学読本　「無我」の純粋交際マニュアル』 サンガ、2009年。ISBN 978-4904507414。
- 『もう、怒らない』幻冬舎、2009年。ISBN 978-4-34401742-9。のち文庫。
- 『貧乏入門 あるいは幸福になるお金の使い方』 ディスカヴァー・トゥエンティワン、2009年。ISBN 978-4-88759-783-9。
- 『考えない練習』 小学館、2010年。ISBN 978-4-09-388106-7。のち文庫。
- 『お坊さんが教える イヤな自分とサヨナラする方法』 PHP研究所、2010年。ISBN 978-4-569-77892-1。
- 『坊主失格』 扶桑社、2010年。ISBN 978-4-59406261-3。
- 『ブッダにならう 苦しまない練習』 小学館、2011年。ISBN 978-4-09-388182-1。のち文庫。
- 『3.11後の世界の心の守り方　「非現実（ヴァーチャル）」から「現実（リアル）」へ』 ディスカヴァー・トゥエンティワン、2011年。ISBN 978-4-7993-1036-6。
- 『平常心のレッスン』 朝日新聞出版〈朝日新書〉、2011年。ISBN 978-4-02-273418-1。
- 『恋愛成就寺』 ディスカヴァー・トゥエンティワン、2012年。ISBN 978-4-7993-1156-1。
- 『「我」を張らない人づきあい 仏教対人心理学読本』サンガ新書 2012
- 『"ありのまま"の自分に気づく』角川SSC新書 2014
  - 改題『自分に気づく仏教の学校』角川文庫 2016
- 『しない生活 煩悩を静める108のお稽古』幻冬舎新書 2014
- 『そこにはいないよ』作・絵 金の星社 2014
- 『こだわらない練習』小学館 2015
- 『もやもやスッキリ絵巻』KADOKAWA 2015
- 『いま、死んでもいいように』ベストセラーズ 2015
- 『こころのおまもり』三笠書房 2015
- 『おじさん仏教』徳間書店 2016
- 『『菜根譚』からはじめる』青春出版社 2017
- 『頭の決まりの壊し方』小学館 2017
- 『運命とうまく付き合うレッスン 』清流出版 2018
- 『解脱寸前 究極の悟りへの道』幻冬舎新書 2018
- 『「すべき！」を捨てる。』東京書籍 2018
- 『脳に振り回されない生活』朝日新聞出版 2019
- 『やっかいな人を自分のお城に入れない方法』マガジンハウス 2019

### 共著
- 『さみしさサヨナラ会議』 宮崎哲弥共著、角川書店、2011年6月。ISBN 978-4-04-885088-9。のち文庫。
- 『強く生きるノート 考え方しだいで世界は変わる』本田直之,ちきりん,平田オリザ,竹中平蔵,原田泳幸,村上憲郎共著 講談社 2013
- 『小池龍之介さん、煩悩ってどうすればいいんですか？』テリー伊藤共著 宝島社 2015
- 『幸せの波動 (僧侶と科学者が探る「愛のエネルギー」の高め方) 』前野隆司共著 サンガ 2018

### 翻訳
- 『超訳 ブッダの言葉』 ディスカヴァー・トゥエンティワン、2011年。ISBN 978-4-88759-958-1。
- 『ブッダが職場の上司だったら』フランツ・メトカルフ、BJギャラガー、日本文芸社 2013